# Ali Jackson senior
Ali Muhammed Jackson, Sr. (* 29. März 1931 in Detroit; † 14. Juli 1987 ebendort) war ein amerikanischer Jazzmusiker (Kontrabass).
Jackson spielte Ende der 1940er Jahre Modern Jazz in einem Quartett mit Joe Alexander, Roland Hanna und seinem Bruder, dem Schlagzeuger Oliver Jackson. In den frühen 1950er Jahren nahm er auch zweimal mit dem Sänger und Pianisten Boo Boo Turner (1934–2010) auf, 1956 in Ottawa mit dem Trio des Pianisten Alex Kallao (1932–2020).
Jackson steuerte als Komponist zu einem Album, das Yusef Lateef 1957 aufnahm, das Titelstück Prayer to the East bei; auch arrangierte er einen Titel. Bei den Aufnahmen für Savoy Records, die von Wilbur Harden und John Coltrane gemeinsam geleitet und in den 1960er Jahren unter den Titeln Jazz Way Out und Tanganyika Strut veröffentlicht wurden, wird er zum Teil als Bassist aufgeführt. Diese Titel werden diskographisch aber auch Alvin Jackson zugeordnet. In den späten 1950er Jahren spielte er auch in New York mit dem Quintett von Lyle Smith (Light Gas at the Gaslight). Die nächsten Jahrzehnte wirkte er in Detroit als Musikpädagoge.
Mit dem Quintett seines Bruders, aber auch mit Arnett Cobb gastierte Jackson 1984 in Frankreich, wo es zu seinen letzten drei Plattenaufnahmen und -veröffentlichungen kam.
Der Schlagzeuger Ali Jackson, Jr. ist sein Sohn.